# Melonycteris fardoulisi
Melonycteris fardoulisi là một loài động vật có vú trong họ Dơi quạ, bộ Dơi. Loài này được Flannery miêu tả năm 1993.

## Hình ảnh

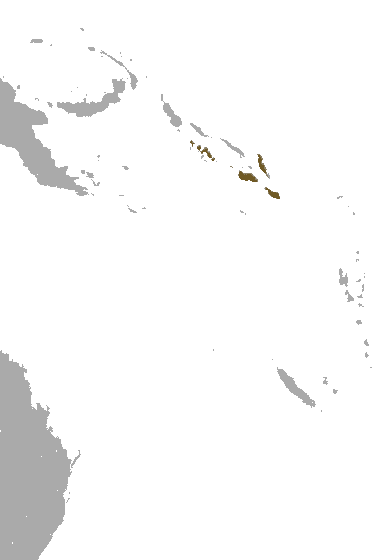